# Nguyễn Thế Bình
Nguyễn Thế Bình là Thiếu tướng Công an nhân dân Việt Nam. Ông nguyên là Cục trưởng Cục Viễn thông và cơ yếu, Bộ Công an Việt Nam.

## Tiểu sử
Tháng 3 năm 2014, Nguyễn Thế Bình là Đại tá, Cục trưởng Cục Thông tin liên lạc, Tổng cục Hậu cần - Kỹ thuật, Bộ Công an Việt Nam.
Từ tháng 3 năm 2016 đến tháng 5 năm 2018, Nguyễn Thế Bình là Thiếu tướng, Phó Tổng cục trưởng Tổng cục Hậu cần - Kỹ thuật, Bộ Công an Việt Nam.
Từ tháng 3 năm 2019, Thiếu tướng Nguyễn Thế Bình giữ chức vụ Cục trưởng Cục Viễn thông và cơ yếu, Bộ Công an Việt Nam.

## Lịch sử thụ phong quân hàm
- Đại tá
- Thiếu tướng